# Yo no me llamo Natacha
Yo no me llamo Natacha es una serie de televisión peruana emitida por la cadena América Televisión, cuya 1.ª temporada fue estrenada el 10 de enero de 2011 y termina el 25 de febrero de 2011 siendo protagonizada por Maricarmen Marín, Óscar López Arias, Gabriela Alcántara, Fiorella Díaz y Mayella Lloclla con las participaciones antagónicas de Pierina Carcelén, Patricia de la Fuente, Rasec Barragán, Raúl Zuazo y Alberick García. También cuenta con las actuaciones coprotagónicas de Marisol Aguirre, Paul Martin y Nicolás Galindo.
A fines del año 2011, se estrenó su 2.ª temporada el 19 de diciembre y finalizó el 27 de enero de 2012, siendo protagonizada por Maricarmen Marín, Óscar López Arias, Gabriela Alcántara, Jely Reátegui y Sandra Vergara con Trilce Longhi, Pierina Carcelén e Irene Eyzaguirre en los roles antagónicos contando nuevamente con las actuaciones coprotagónicas de Marisol Aguirre, Paul Martin y Nicolás Galindo. Esta temporada también incluye las nuevas actuaciones estelares de Pold Gastello, Christian Domínguez, Christian Ysla y Kareen Spano.
La serie es una parodia de la telenovela peruana, Natacha, producida por Panamericana Televisión en 1970 y 1990, al estilo de farsa exagerada (exageración de conductas de los personajes).

## Argumento
Natasha (también llamada como «Natacha») es una divertida y entusiasta muchacha provinciana que llega a la ciudad para encontrar un trabajo como empleada doméstica en la casa de Pablo Raúl y Teresa Schulman, una pareja de esposos neuróticos que afrontan una crisis económica. Natasha será la encargada de crear una empresa de buffets para eventos especiales que ayudará a la familia a obtener nuevos ingresos. En medio de varios enredos y aventuras junto a Mery, Kerly, Paquita y su madre, Natasha buscará encontrar el amor aunque para ello deberá pasar por encima de Violeta.

## Personajes
- Natasha (Maricarmen Marín): Inquieta, divertida e hiperactiva arequipeña siendo la protagonista de la historia. Llega a la ciudad con el objetivo de ayudar a su madre en las labores domésticas de la casa de los Schulman. Durante la serie se enamora de Alonso Raúl pero desiste de él al conocer su verdadera opción sexual para luego empezar a mostrar un interés por Marco. Es creadora del Natasha Catering and Buffet, empresa manejada por ella y los Schulman.
- Alonso Raúl Schulman (Nicolás Galindo): Hijo único de los Schulman cuyo sueño es convertirse en un reconocido diseñador de modas. En un inicio Natasha le confesó el amor que sentía por él, sin embargo Alonso Raúl la rechazaba confesándole después su homosexualidad.
- Pablo Raúl Schulman (Paul Martin): Estudió en el exclusivo colegio Markham. En la necesidad de conseguir dinero se vuelve estríper de señoras de la alta sociedad. Su mujer cariñosamente lo llama "Pachi-Pachi". Es divertido, extrovertido, con una actitud juvenil, y aceptó fácilmente la homosexualidad de su hijo Alonso Raúl. En la 2.ª temporada se convierte en chofer de Violeta y con Techi procrean a Carlos Raúl, el nuevo integrante de los Schulman, además de querer recuperar su casa.
- Teresa Susana "Techi" Benavides Olmos de Schulman (Marisol Aguirre): Egresada del colegio femenino Villa María, está casada con Pablo Raúl con quien tiene dos hijos: Alonso Raúl y el recién llegado Carlos Raúl. Le gusta la buena vida y estar rodeada de lujos. En la 2.ª temporada planea recuperar su casa con su esposo y se vuelve una trabajadora más del nuevo dueño. Termina por un tiempo viviendo con su familia en la pensión de Natasha.
- Marco "Yungay" Pacheco Amaru (Óscar López Arias): Primo de Kerly. Llega a la residencia para servir como guardaespaldas de Calixta. Muestra un gran interés por Natasha quien tras ser rechazada por Alonso Raúl lo empieza a corresponder y lo apoda como «Yungay». Marco usa a Violeta para celar a Natasha de la misma forma en que ella lo hizo con Alonso Raúl. Al fin de la 1.ª temporada se casa con Natasha en un matrimonio doble con Mery y Leonardo. En la 2.ª temporada le es infiel con una chica trastornada llamada Ángela, quien arruina su matrimonio y lo secuestra en un arrebato de celos al saber que él no está enamorado de ella y extraña a Natasha, pero esta última finalmente lo perdona y se reconcilian sin planes de volver a casarse.
- Violeta Castro (Pierina Carcelén): Es la principal antagonista. Manifiesta ser una «ama de llaves», marcando distancia de las otras empleadas del hogar. Trabaja en la parroquia del barrio y finge ser religiosa y caritativa. Se intenta deshacer de Natasha, porque se interpone en sus planes y quiere tener un marido con dinero para dejar de ser pobre. Es encarcelada por tratar de robar la casa de la Señora Lourdes con Aldo, el hijo de su patrona, la Señora Rebeca.
- Mery García (Fiorella Díaz): Mejor amiga de Natasha y madre soltera que se casa con Leonardo al fin de la 1.ª temporada. Todas las posibilidades de trabajo se le cierran por un motivo: nadie quiere que lleve a su pequeño hijo a trabajar con ella, sin embargo consigue trabajo en la casa de la señora Lourdes.
- Manola "Kerly" Patiño (Gabriela Alcántara): Aspirante a artista de barrio por lo que se pone como nombre artístico «Kerly» para alcanzar su éxito y ocultar su nombre verdadero por vergüenza. Al inicio se lleva muy mal con Natasha pero en el fondo tienen una buena relación. Su género musical favorito es la cumbia peruana. Apodada «piojo gordo» por Natasha.
- Francisca "Paquita" (Mayella Lloclla): Recién llegada de la sierra a trabajar en la casa de la Señora Rebeca, sufre de maltratos en el hogar donde labora: come poco, la encierran, no tiene sueldo, constantemente la acusan de todo y vive esclavizada al servicio de sus patrones y de Violeta. Luego de pasar por todo ello, conoce a Gian Piero con quien inicia una relación amorosa.

## Elenco

### Primera temporada
- Maricarmen Marín: Natasha
- Óscar López Arias: Marco «Yungay» Pacheco Amaru
- Nicolás Galindo: Alonso Raúl Schulman
- Pierina Carcelén: Violeta (Principal antagonista)
- Connie Chaparro: Thalía
- Gabriela Alcántara: Manola "Kerly" Patiño
- Fiorella Díaz: Mery García
- Mayella Lloclla: Francisca "Paquita"
- Marisol Aguirre: Teresa Susana "Techi" Benavides Olmos de Schulman
- Celine Aguirre: Yomayra "Yoyo"
- Paul Martin: Pablo Raúl Schulman
- Miguel Ángel Álvarez: Padre Arturo
- Haydeé Cáceres: Mamá Julita
- Gustavo Mac Lennan: Don Benigno
- Patricia de la Fuente: Señora Rebeca (Antagonista reformada)
- Silvia Bardalez: Calixta
- José Luis Ruiz: Servando Morales
- Ana María Martínez: Señora Lourdes
- Jesús Alzamora: Gian Piero Morales
- Joel Ezeta: Randy Dávila
- Giovanni Arce: Leonardo "Leo"
- Rasec Barragán: Aldo (Antagonista reformado)
- Raúl Zuazo: Roberto García Miró (Antagonista)
- Gabriel Iglesias: Rogelio Pacheco Amaru
- Alberick Garcia: Luis "Lucho" Garrido Domínguez (Antagonista)
- Firelei Barreda: Sor Catita
- Oswaldo Salas: Minero
- Liliana Alegría: Juana
- Ricardo Velásquez: Evaristo
- Alberto Guerra: Pink
- Mario Velásquez: Tadeo

### Segunda temporada
- Maricarmen Marín: Natasha
- Óscar López Arias: Marco «Yungay» Pacheco Amaru
- Christian Domínguez: Tomás «Tommy»
- Pierina Carcelén: Violeta (Principal antagonista)
- Trilce Longhi: Ángela del Carpio (Antagonista)
- Nicolás Galindo: Alonso Raúl Schulman
- Gabriela Alcántara: Kerly/Samantha del Solar
- Jely Reátegui: Wilma "Wichita"
- Sandra Vergara: Rosalía Alarcón
- Marisol Aguirre: Teresa Susana "Techi" Benavides Olmos de Schulman
- Paul Martin: Pablo Raúl Schulman
- Pold Gastello: Newton Del Águila Chiroque
- Kareen Spano: Carmen Rosa Colota Camino "Cocoa"
- Miguel Ángel Álvarez: Padre Arturo
- Leysi Suárez: Valeria
- Christian Ysla: Ricardo III León Cordero
- Joel Ezeta: Randy Dávila
- Rómulo Assereto: Iván Martínez Velarde
- Sofía Rocha: Penélope Velarde
- Nikko Ponce: Pío Zambrano
- Haydeé Cáceres: Mamá Julita
- Gustavo Mac Lennan: Don Benigno
- Irene Eyzaguirre: Imelda
- José Luis Ruiz: Servando Morales
- Sandro Monzante: Lucas
- Norka Ramírez: Samantha
- Firelei Barreda: Sor Catita
- Clelia Francesconi: Margiory
- Ismael Contreras: Zacarías
- Katia Salazar: Rubí
- María Angélica Vega: Ana
- Guillermo Castañeda: Jerry
- Wally Fulton: Comisario

## Temporadas
- La primera temporada se emite del 10 de enero al 25 de febrero de 2011. La serie sustituye a La rosa de Guadalupe y es sustituida por la tercera temporada de Al fondo hay sitio.
- La segunda temporada se emite del 19 de diciembre de 2011 al 27 de enero de 2012. La serie sustituye a la tercera temporada de Al fondo hay sitio y es sustituida por la primera temporada de Solamente milagros.

| Temporada | Temporada | Episodios | Rango de episodios | Emisión original        | Emisión original      |
| Temporada | Temporada | Episodios | Rango de episodios | Primera emisión         | Última emisión        |
| --------- | --------- | --------- | ------------------ | ----------------------- | --------------------- |
|           | 1         | 35        | 1 - 35             | 10 de enero de 2011     | 25 de febrero de 2011 |
|           | 2         | 30        | 36 - 65            | 19 de diciembre de 2011 | 27 de enero de 2012   |

## Retransmisión
- La serie se retransmite por el mismo canal desde el 21 de diciembre de 2015, en reemplazo de Al Aire y marcando la programación de temporada de verano, se transmitía de lunes a viernes de 1:00 a 2:00 p. m., y finalizó el 11 de marzo de 2016.
- Del 22 de octubre de 2018 al 25 de enero de 2019 se retransmite en el desaparecido canal América Next de 6:00 a 7:00 p. m.. La serie sustituyó a Vacaciones en Grecia y fue sustituida por El Chavo del 8, sin embargo meses después vuelve a ser transmitida del 16 de setiembre al 13 de diciembre del mismo año de 12 a 1 p. m.
- Del 23 de marzo al 29 de mayo del 2020 se retransmite por tercera vez en América Televisión por la pandemia del COVID-19 en doble horario de lunes a viernes de 1:30 a 3:00 p. m., luego es cambiado de horario a las 2 y 8:20 p. m. y del 8 al 13 de abril del mismo año se emite en el horario de las 8:30 p. m. hasta el último capítulo.
- La serie se retransmite por el mismo canal desde el 2 de enero de 2023, en reemplazo de en reemplazo del programa América hoy marcando la programación de temporada de verano. se transmitía de lunes a viernes de 10:00 a 11:00 am, y finalizó el 27 de enero de 2023.
- La serie llega a Latinoamérica a través del streaming por Pluto TV a mediados del 2021 y para el 2024 llegará muy pronto en Prime Video.